# Mathias Pogba
Mathias Eassou Pogba (Conakry, 19 agosto 1990) è un calciatore guineano, attaccante del Sint-Niklase.

## Biografia
Nato a Conakry, capitale della Repubblica di Guinea, ad otto mesi si trasferisce con la famiglia a Roissy-en-Brie, nel dipartimento francese della Senna e Marna. È il fratello di Paul e gemello di Florentin, anche loro calciatori.
Nell'agosto 2022 è stato accusato di avere contatti con la stregoneria, che aveva lanciato maledizioni contro Kylian Mbappé, attaccante del Paris Saint-Germain e, da quanto testimoniato, anche contro suo fratello Paul Pogba. Il 18 settembre 2022 la polizia francese lo ha arrestato.

## Carriera

### Club

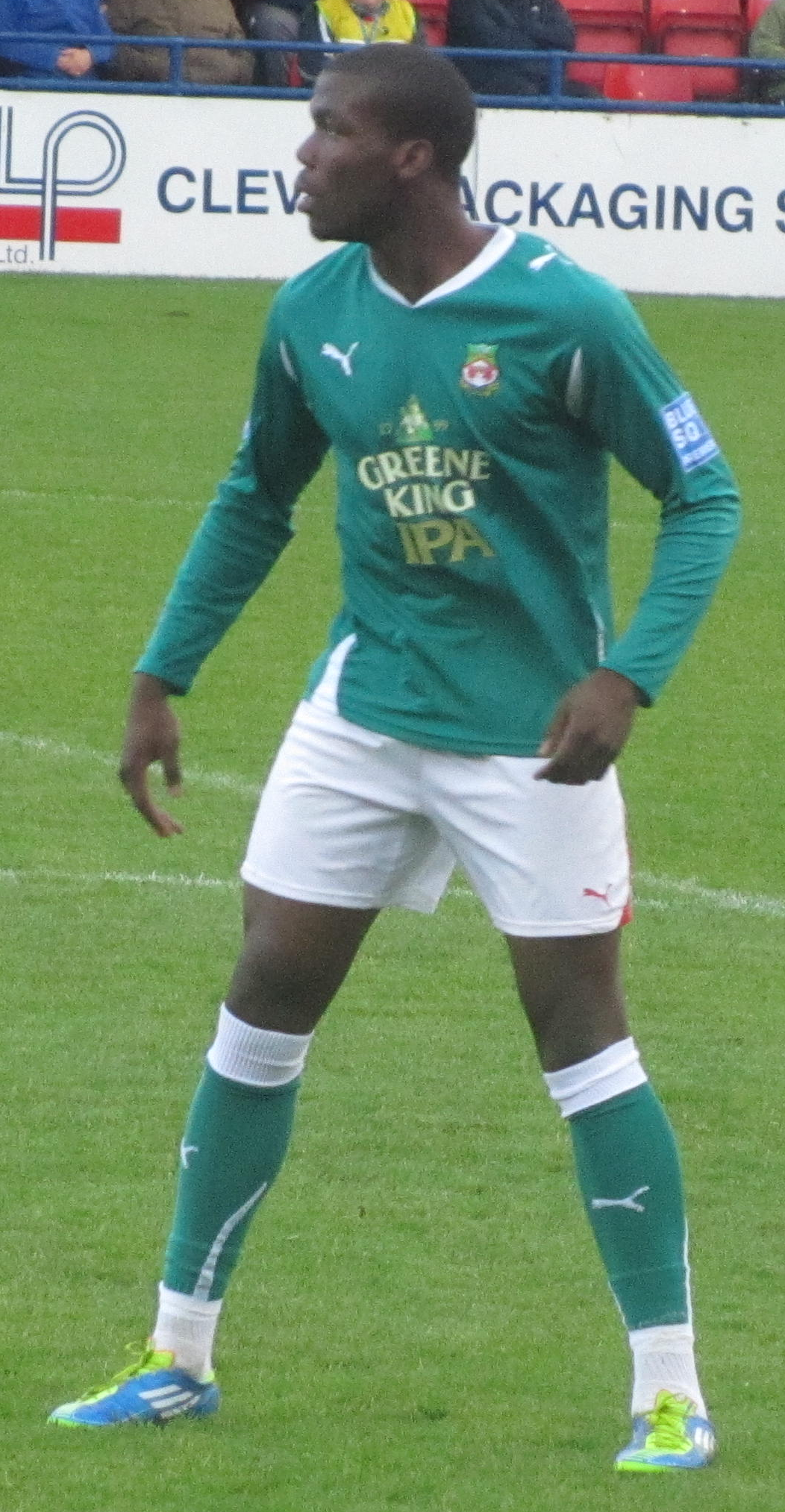
Mathias Pogba al Wrexham nel 2011

Dopo essere cresciuto a Parigi, Mathias, insieme a suo fratello gemello Florentin, entra nelle giovanili del Celta Vigo. La coppia lascia il club nel 2009 e ritorna in Francia, dove Mathias entra a far parte del Quimper, squadra di quarta divisione, segnando due gol in campionato durante la sua unica stagione nel club.
Nel 2010 entra a far parte della rosa del Wrexham, dopo un periodo di prova nell'agosto dello stesso anno. Rimane giovane dell'anno del club durante la stagione 2011-2012. In scadenza di contratto a fine anno, a Mathias è stato offerto un nuovo contratto biennale con il club, respingendolo.
Il 7 luglio 2012 firma poi un accordo biennale con il Crewe Alexandra. L'11 agosto seguente segna una doppietta, all'esordio con la nuova maglia, nella partita contro l'Hartlepool Utd (5-0) valida per il primo turno di League Cup.
Il 4 agosto 2014 si trasferisce in Italia, accasandosi nel Pescara militante in Serie B. Fa il suo esordio alla sesta giornata, entrando dalla panchina nella sconfitta esterna contro il Catania (2-1). Dopo un semestre in cui non colleziona che poche presenze e nessuna rete, nel febbraio 2015 fa ritorno in Inghilterra, tra le file del Crawley Town.
Il 3 agosto 2015 viene ceduto a titolo definitivo al Partick Thistle, in Scozia, mentre l’anno seguente viene ceduto allo Sparta Rotterdam dove mette a segno 4 reti in 16 presenze. Conclusasi l’annata 2017-18 in Eredivisie, Pogba passa nella Ligue 2, il campionato cadetto francese, esattamente nel Tours.

### Nazionale
Ha fatto il suo debutto per la Nazionale maggiore della Guinea in un'amichevole giocata contro il Senegal a Parigi il 5 febbraio 2013; lì, entra dalla panchina per giocare insieme al fratello gemello Florentin per l'ultima mezz'ora, nella partita finita con un pareggio per 1-1.

## Statistiche

### Presenze e reti nei club
Statistiche aggiornate al 22 agosto 2017.
| Stagione               | Squadra                | Campionato             | Campionato | Campionato | Coppe nazionali | Coppe nazionali | Coppe nazionali | Coppe continentali | Coppe continentali | Coppe continentali | Altre coppe | Altre coppe | Altre coppe | Totale | Totale |
| Stagione               | Squadra                | Comp                   | Pres       | Reti       | Comp            | Pres            | Reti            | Comp               | Pres               | Reti               | Comp        | Pres        | Reti        | Pres   | Reti   |
| ---------------------- | ---------------------- | ---------------------- | ---------- | ---------- | --------------- | --------------- | --------------- | ------------------ | ------------------ | ------------------ | ----------- | ----------- | ----------- | ------ | ------ |
| 2010-2011              | Wrexham                | FC                     | 29         | 4          | -               | -               | -               | -                  | -                  | -                  | -           | -           | -           | 29     | 4      |
| 2011-2012              | Wrexham                | FC                     | 37+2       | 11+0       | FACup           | 3               | 1               | -                  | -                  | -                  | -           | -           | -           | 42     | 12     |
| Totale Wrexham         | Totale Wrexham         | Totale Wrexham         | 68         | 15         |                 | 3               | 1               |                    | -                  | -                  |             | -           | -           | 71     | 16     |
| 2012-2013              | Crewe Alexandra        | FLO                    | 34         | 12         | FACup+CdL       | 2+1             | 1+2             | -                  | -                  | -                  | FLT         | 4           | 1           | 41     | 16     |
| 2013-2014              | Crewe Alexandra        | FLO                    | 22         | 5          | FACup+CdL       | -               | -               | -                  | -                  | -                  | FLT         | -           | -           | 22     | 5      |
| Totale Crewe Alexandra | Totale Crewe Alexandra | Totale Crewe Alexandra | 56         | 17         |                 | 3               | 3               |                    | -                  | -                  |             | 4           | 1           | 63     | 21     |
| 2014-feb. 2015         | Pescara                | B                      | 4          | 0          | CI              | 0               | 0               | -                  | -                  | -                  | -           | -           | -           | 4      | 0      |
| feb.-giu. 2015         | Crawley Town           | FLO                    | 17         | 2          | FACup+CdL       | -               | -               | -                  | -                  | -                  | -           | -           | -           | 17     | 2      |
| 2015-2016              | Partick Thistle        | PL                     | 28         | 2          | CS+CdL          | 1+1             | 0               | -                  | -                  | -                  | -           | -           | -           | 30     | 2      |
| lug.-ago. 2016         | Partick Thistle        | PL                     | 2          | 0          | CS+CdL          | 0+4             | 1               | -                  | -                  | -                  | -           | -           | -           | 6      | 1      |
| Totale Partick Thistle | Totale Partick Thistle | Totale Partick Thistle | 30         | 1          |                 | 6               | 1               |                    | -                  | -                  |             | -           | -           | 36     | 1      |
| 2016-2017              | Sparta Rotterdam       | ED                     | 14         | 4          | CO              | 2               | 0               | -                  | -                  | -                  | -           | -           | -           | 16     | 4      |
| Totale carriera        | Totale carriera        | Totale carriera        | 189        | 40         |                 | 14              | 5               |                    | -                  | -                  |             | 4           | 1           | 207    | 46     |

### Cronologia presenze e reti in nazionale
| Cronologia completa delle presenze e delle reti in nazionale ― Guinea | Cronologia completa delle presenze e delle reti in nazionale ― Guinea | Cronologia completa delle presenze e delle reti in nazionale ― Guinea | Cronologia completa delle presenze e delle reti in nazionale ― Guinea | Cronologia completa delle presenze e delle reti in nazionale ― Guinea | Cronologia completa delle presenze e delle reti in nazionale ― Guinea | Cronologia completa delle presenze e delle reti in nazionale ― Guinea | Cronologia completa delle presenze e delle reti in nazionale ― Guinea |
| Data                                                                  | Città                                                                 | In casa                                                               | Risultato                                                             | Ospiti                                                                | Competizione                                                          | Reti                                                                  | Note                                                                  |
| --------------------------------------------------------------------- | --------------------------------------------------------------------- | --------------------------------------------------------------------- | --------------------------------------------------------------------- | --------------------------------------------------------------------- | --------------------------------------------------------------------- | --------------------------------------------------------------------- | --------------------------------------------------------------------- |
| 5-2-2013                                                              | Saint-Leu-la-Forêt                                                    | Senegal                                                               | 1 – 1                                                                 | Guinea                                                                | Amichevole                                                            | -                                                                     | 60’                                                                   |
| 24-3-2013                                                             | Maputo                                                                | Mozambico                                                             | 0 – 0                                                                 | Guinea                                                                | Qual. Mondiali 2014                                                   | -                                                                     | 60’                                                                   |
| 12-6-2015                                                             | Casablanca                                                            | Guinea                                                                | 1 – 2                                                                 | eSwatini                                                              | Qual. Coppa d'Africa 2017                                             | -                                                                     | 85’                                                                   |
| 24-3-2017                                                             | Le Havre                                                              | Gabon                                                                 | 2 – 2                                                                 | Guinea                                                                | Amichevole                                                            | -                                                                     | 52’                                                                   |
| 6-6-2017                                                              | Blida                                                                 | Algeria                                                               | 2 – 1                                                                 | Guinea                                                                | Amichevole                                                            | -                                                                     | 83’                                                                   |
| Totale                                                                |                                                                       | Presenze                                                              | 5                                                                     |                                                                       | Reti                                                                  | 0                                                                     |                                                                       |

## Palmarès

### Club
- Football League Trophy: 1

Crewe Alexandra: 2012-2013